# Gastromyzon umbrus
Gastromyzon umbrus är en fiskart som beskrevs av Tan 2006. Gastromyzon umbrus ingår i släktet Gastromyzon och familjen grönlingsfiskar. Inga underarter finns listade i Catalogue of Life.